# Lökskärvfrö
Lökskärvfrö (Thlaspi alliaceum) är en korsblommig växtart som beskrevs av Carl von Linné. Enligt Catalogue of Life ingår Lökskärvfrö i släktet skärvfrön och familjen korsblommiga växter, men enligt Dyntaxa är tillhörigheten istället släktet skärvfrön och familjen korsblommiga växter. Arten har ej påträffats i Sverige. Inga underarter finns listade i Catalogue of Life.

## Bildgalleri

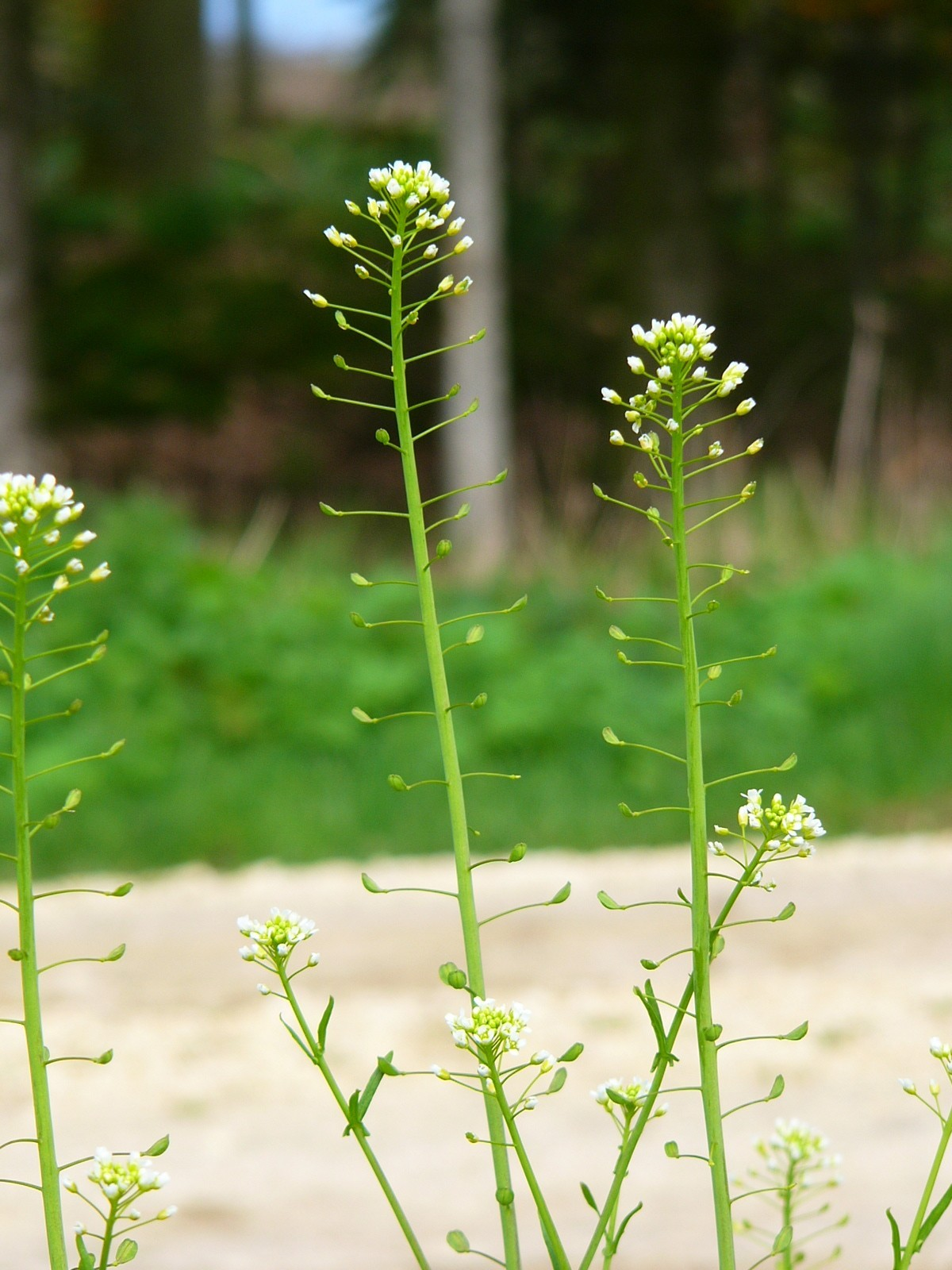
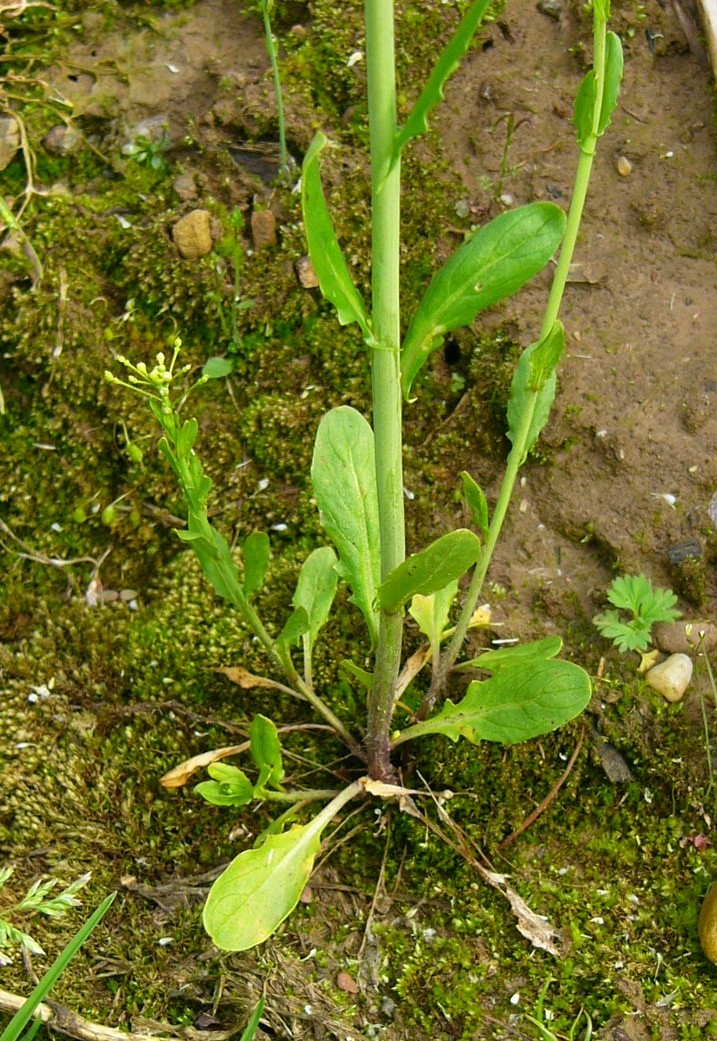
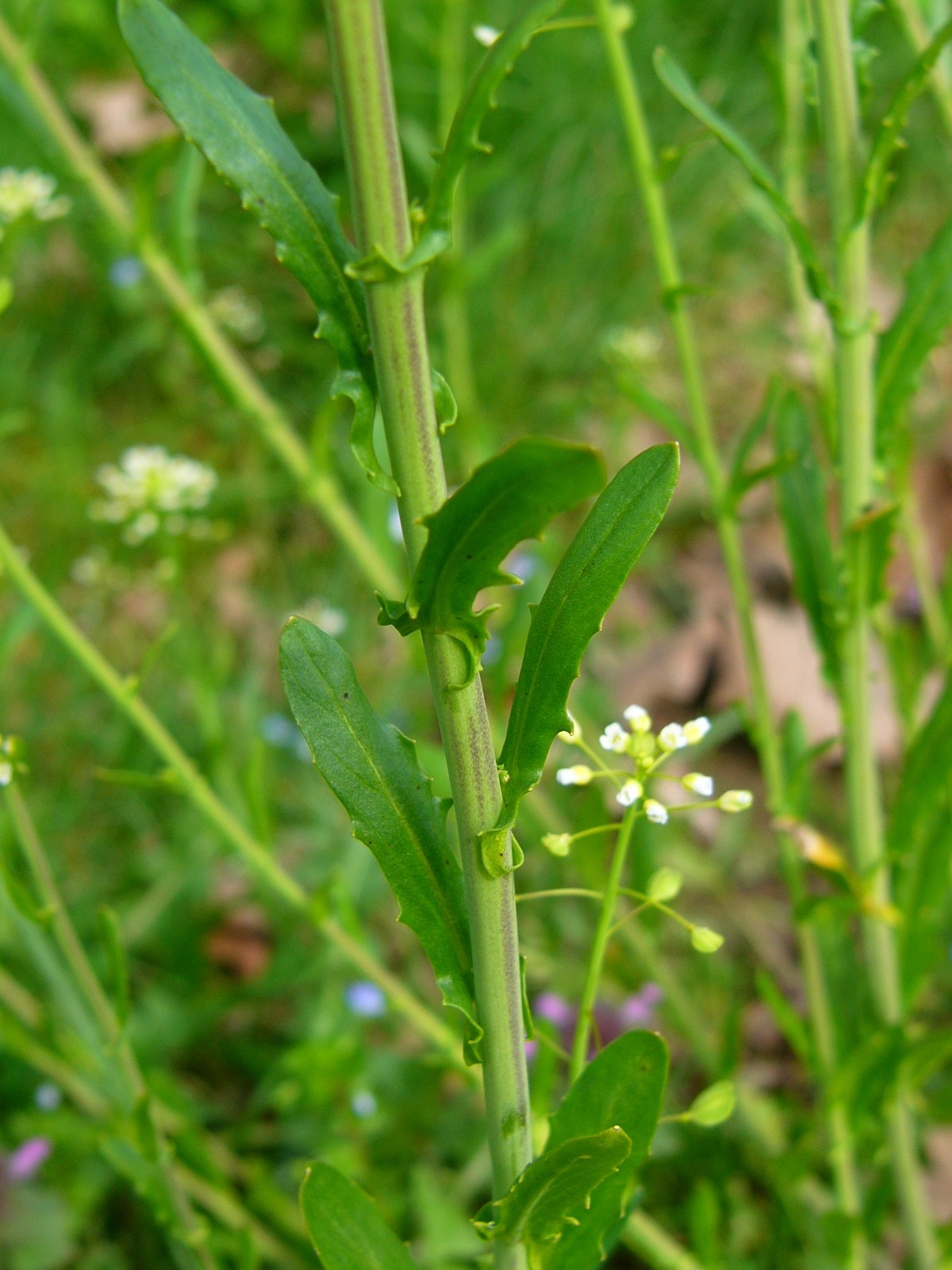
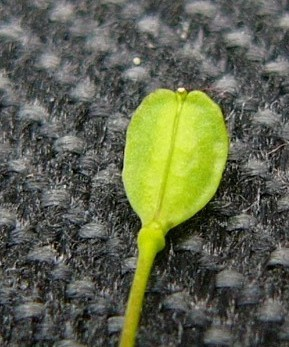
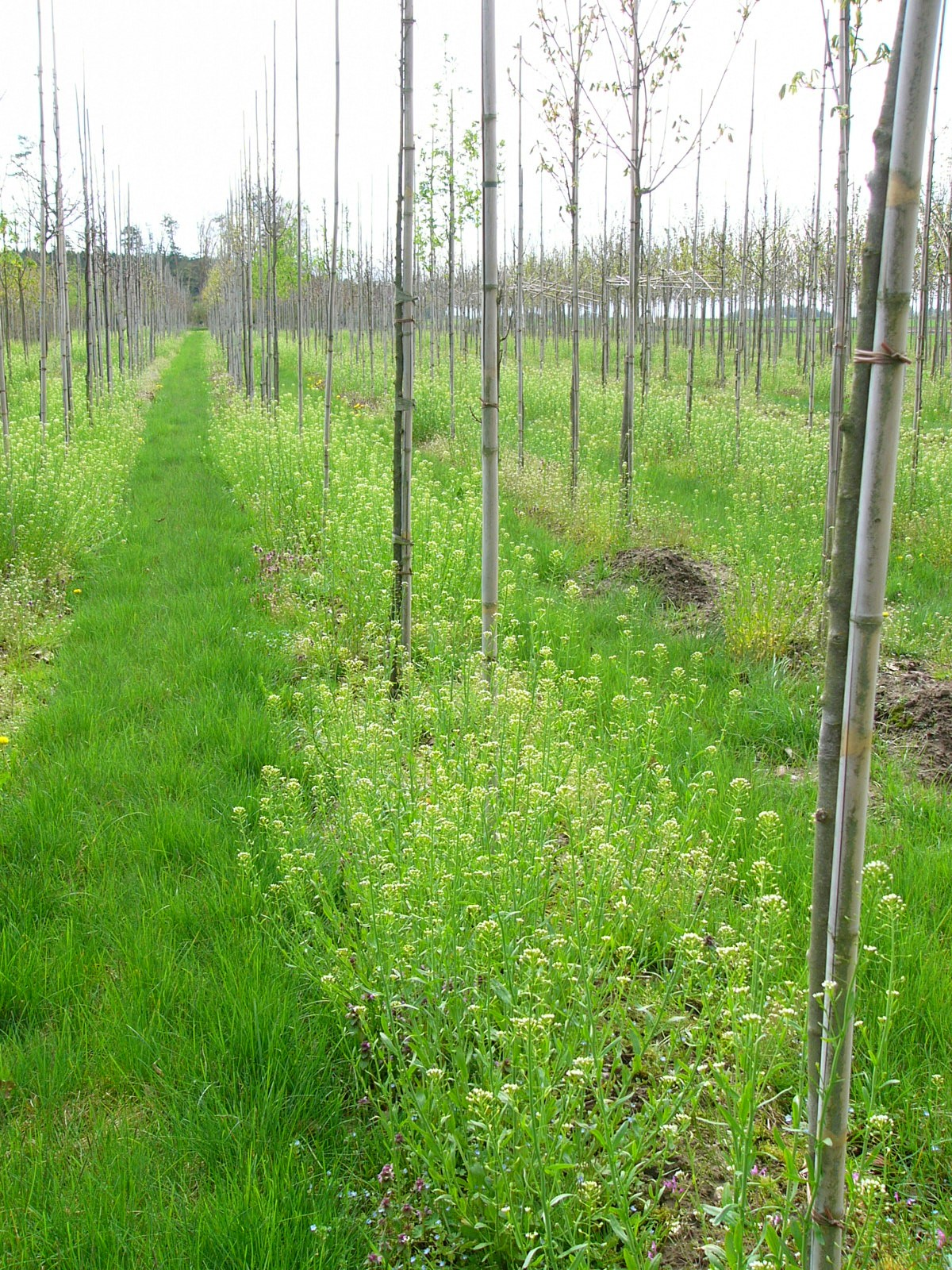